# Fejes István (költő)
Fejes István (Legenye, 1838. január 22. – Sátoraljaújhely, 1913. december 1.) református lelkész, konventi tag a Sárospataki Főiskolai algondnoka, a Tiszáninneni református egyházkerület püspöke 1910-től haláláig.

## Életútja
Fejes Sámuel lelkész és Nemes Mária fiaként született 1838. január 22-én a Zemplén megyei Legenyén. Tanulmányait Ladmócon kezdte, hová édesapja időközben átköltözött, majd 1847 szeptemberében Sárospatakon folytatta, ahol a grammatikai osztályba vették fel. Patakon végezte a gimnáziumi, filozófiai és teológiai tanfolyamokat. Tanára Erdélyi János volt, aki felkeltette érdeklődését a költészet iránt.
1857-ben tanulmányait félbeszakítva Fehérgyarmatra ment a nagyobb fiúiskola tanítójául, ahol két évet töltött. Innen Pestre ment, ahol befejezte teológiai tanulmányait a Protestáns Teológiai Akadémián, majd irodalmat hallgatott. Elkezdte elsajátítani az angol nyelvet, együtt tanulva Győry Vilmossal és Thaly Kálmánnal, akik ekkor szintén a református teológiai intézetnek voltak növendékei.
1859 őszén betegeskedése miatt hazament atyjához, ahol klasszikai irodalmi és bölcseleti tanulmányokkal foglalkozott. Erdélyi Jánossal folytonos levelezésben állt, aki haladását figyelemmel kísérte és tanácsaival buzdította; az ő ajánlatára választották meg Csurgóra tanárnak. Azonban időközben kedvezőbb tanári állás kínálkozott számára Hódmezővásárhelyen, ahova a Debrecenbe költözött Imre Sándor helyére választották meg, szintén Erdélyi ajánlatára. 1860 áprilisában foglalta el új hivatalát és a gimnázium VIII. osztályában a latin és magyar irodalmat és bölcseletet tanította.
Itt nősült meg először 1860-ban, és így külföldi útjáról le kellett tennie. A sátoraljaújhelyi lelkészi állomás megüresedett és őt választották meg lelkésznek és miután letette a papi vizsgát Debrecenben, a lelkészi állást elfoglalta. A sárospataki kollégium 1882 őszén gondnokának választotta. 1888-ban a Tiszáninneni református egyház kerület tanácsbírája lett. Ezt követően 1895 márciusában a felsőzempléni egyházmegye esperese lett, mely tisztséget 1898 nyaráig töltötte be. 1904-ben újra tanácsbíró lett. 1910 őszén pedig a Tiszáninneni református egyházkerület püspöke lett.

## Munkássága

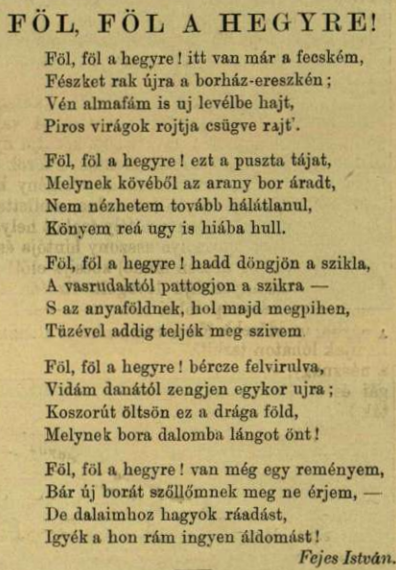
Föl, föl a hegyre! c. verse

1. Fejes István költeményei. Első kötet. Szeged, 1861.[1] Online
2. Troilus és Kressida, ford. Pest, 1870. (Shakespeare minden munkái 10 kötet.)
3. Kazinczy Ferenc mint a sátoraljaújhelyi ref. egyház főgondnoka (P. E. I. L. 1873.)
4. Egyházi beszédek. Sátoralja-Ujhely, 1874-76. Két füzet. (Ism. Prot. Egyh. és Isk. Lap 1877. 1. sz. Uj kiadás. Bpest, 1888.)
5. Temetési beszédek. 1. füzet. Sátoralja-Ujhely, 1876. (Olcsó kiadás. Bpest, 1888.)
6. Egy szép asszony. A Kisfaludy-társaság által 50 aranynyal jutalmazott költői beszély. Bpest, 1876. (Ismerteti a Pesti Napló 162. száma, valamint Magyarország és a Nagyvilág 38. számla Budapesti Szemle XII.)
7. A világtörténet időrendi átnézése. Sátoralja-Ujhely, 1876. (Dr. Kerényi Ede névvel.)
8. Magyarország történetének időrendi átnézése. Sátoralja-Ujhely, 1876. (Dr. Kerényi Ede névvel.)
9. Kisebb költemények. Sátoralja-Ujhely, 1881. (Ism. Magyarország 54. 55. sz.)
10. A sátoralja-ujhelyi ev. ref. egyház története 1522-1889-ig. Sátoralja-Ujhely, 1889. (Ism. Prot. Egyh. és Isk. Lap.)
11. A magyarországi református egyház énekes könyve megujításának programmja. Sárospatak, 1890.
12. Előmunkálatok a magyarországi ref. egyház énekes könyvéhez. Sárospatak, 1890-91. Öt füzet. (Ism. Prot. Egyh. és Isk. Lap 1890-91., Dunántuli Prot. Lap 1891.)
13. Egyházpolitika prot. szempontból (Uo. 1892.)
14. A prot. egyház feladata. (Budapest, 1894.)
15. Tájékoztatás a sárospataki főiskoláról. (Sárospatak, 1905.)

Egyházi szónokként is kitűnő névvel birt; 1876-ban Kecskeméten a protestáns egylet gyűlésén és a zsinat ünnepélyes megnyitásakor ő mondott egyházi beszédet. Elnöke volt a felsőzempléni tanítótestületnek, tagja volt az egyházkerületi tanügyi bizottságnak; több éven keresztül konventi rendes tag és az egyházkerületi énekügyi bizottságnak is elnöke volt.
Költeményei 1857-től kezdve megjelentek a Kalauzban, Napkeletben, Vasárnapi Ujságban, Divatcsarnokban, Hölgyfutárban, Csokonai Albumban, Részvét Könyvében, Magyar Ember Könyvtárában, Pesti Hölgydivatlapban, Szépirodalmi Figyelőben, Koszorúban, Magyarország és a Nagyvilágban, Ország-Világban, Fővárosi Lapokban, Szegedi Híradóban, Zemplénben és más lapolban. A Kisfaludy-társaság pályadíját nyerte el az Egy szép asszony című írásából.
Társadalmi és széptani tanulmányai a Divatcsarnokban és Pesti Hölgydivatlapban, különösen: Kisfaludy Sándorról és Károlyról, Berzsenyi Dánielről. Egyháztársadalmi cikkei a Prot. Egyh. és Isk. Lapban, az Erdélyi Prot. Közlönyben, a debreczeni és sárospataki prot. lapokban. A debreczeni zsinat megnyitásakor (1881. okt. 31.) tartott egyházi beszéde a Zsinat jegyzőkönyvében.
Kéziratban: Egyházi beszédek, Drámai és elbeszélő költemények, Kisebb költemények; fordítások Shakespeareből: Sok zaj semmiért és kisebb költemények angolból.